# جورج بلوم
جورج بلوم (بالإنجليزية: George Blum)‏ هو مهندس معماري أمريكي، ولد في 1870 في باريس في فرنسا، وتوفي في 1928 في نيويورك في الولايات المتحدة.